# Olivier Auroy
Olivier Auroy, né le 25 avril 1969 à Orléans, est un professionnel de la communication et écrivain français. Il a également publié sous le nom de plume Gabriel Malika.

## Biographie
Olivier Auroy est diplômé de Sciences Po Paris en 1991 et titulaire d'un DESS Publicité-marketing du CELSA.
Après avoir été chef de produits chez Renault Italie jusqu'en 1995, il passe par plusieurs agences de naming, branding et design, avant d'être nommé directeur général de Landor Dubai en 2006 puis FITCH Moyen-Orient (WPP) en 2009, où il lance la marque BQ, des lunettes de soleil inspirées de la burqa,.

En 2014, après avoir passé près de 10 ans au Moyen-Orient, il est recruté par l'agence française CBA en tant que directeur général corporate. Il est Directeur Général de Kantar Consulting de juin 2017 à fin 2018,. En 2019, il fonde Onomaturge, société spécialisée dans la stratégie et la création de marques.
Ses points de vue sont régulièrement repris dans la presse, notamment dans le HuffingtonPost,,,,,.

## Carrière littéraire
Durant son séjour au Moyen-Orient, il publie ses deux premiers romans sous le pseudonyme de Gabriel Malika, afin de séparer son activité d'écrivain de celle d'homme d'affaires.
Le premier, Les Meilleures intentions du monde, publié en septembre 2011, raconte le destin d'hommes et de femmes venant de différents horizons lors d'une croisière au large de Dubaï. Ce roman, qui est le premier en langue française à avoir comme cadre la ville de Dubaï « constitue d’emblée un événement littéraire »,. En décembre 2017 la traduction anglaise, « the best intentions in the world » est sortie en version numérique.
Le deuxième, Qatarina, sort en janvier 2014. En 2022, John Summerbee, un enseignant américain débarque en Quarabie en pleine organisation de la coupe du monde de hole-ball. A travers cette fiction, Olivier Auroy dénonce la tenue de la Coupe du monde de football de 2022 au Qatar,,.
Son troisième roman, Au nom d'Alexandre est publié sous sa véritable identité en 2016. Alexandre, un créateur de nom, livre ses mémoires à une jeune journaliste. Inspiré de ses activités dans le naming, « Olivier Auroy signe un roman fascinant sur un lettré singulier ».
Son quatrième roman, L’amour propre, est paru en avril 2018 et a été bien accueilli par la critique,,,.
À l'occasion de la pandémie de 2020, il crée le Dicorona, un dictionnaire de mots-valises pour évoquer les situations et les phénomènes inédits dus au confinement,.
Son dernier livre, Les déraisonnables, parait en mars 2021 aux éditions Anne Carrière.

## Autres activités
De 2012 à 2014, il anime des débats et interviews des auteurs comme Jérôme Ferrari, Maxime Chattam, Dominique de Saint-Mars et Katherine Pancol au Festival de littérature de Dubaï,.
Olivier Auroy intervient régulièrement dans l'émission La Curiosité est un vilain défaut, sur RTL,. Il intervenait également dans Talking of books sur la radio Dubaï Eye et comme critique littéraire dans le magazine Le Mag du Moyen-Orient, lorsqu'il vivait à Dubaï.

## Vie privée
Olivier Auroy est marié à une italienne et père de deux filles.

## Œuvres
- Jean-Marie Albertini et Olivier Auroy, L'Aventure de l'automobile, Gallimard, 1995, 64 p. (ISBN 978-2-07-058745-2)
- Gabriel Malika, Les Meilleures Intentions du monde, Paris, Editions Intervalles, septembre 2011, 299 p. (ISBN 978-2-916355-59-7, présentation en ligne)
  - (en) Gabriel Malika, The Best Intentions in the World, Editions Intervalles, 2017 (ASIN B077Y3D284)
- Gabriel Malika, Qatarina, Paris, Editions Intervalles, janvier 2014, 186 p. (ISBN 978-2-916355-98-6, présentation en ligne)
- Olivier Auroy, Au nom d'Alexandre, Paris, Editions Intervalles, janvier 2016, 223 p. (ISBN 978-2-36956-031-9, présentation en ligne)
- Olivier Auroy, L’Amour propre, Paris, Editions Intervalles, avril 2018, 272 p. (ISBN 978-2-36956-063-0, présentation en ligne)
- Olivier Auroy, Dicorona, Paris, Editions Intervalles, octobre 2020, 128 p. (ISBN 978-2-36956-094-4, présentation en ligne)
- Olivier Auroy, Les Déraisonnables, Paris, Anne Carrière, mars 2021 (ISBN 978-2380821352, présentation en ligne)